# Phêrô Ða
Svatý Phêrô Ða (kolem 1802, Ngọc Cục – 17. června 1862, Nam Định) byl vietnamský katolický laik, sakristán a mučedník.

## Život
Narodil se kolem roku 1802 ve vesnici Ngọc Cục v provincii Nam Dinh. Jeho otec byl křesťan a matka pohanka. Phêrô byla však v raném věku pokřtěn a vychovaná v křesťanské víře.
Stal se tesařem a oženil se. O své děti se staral jako správný otec a vedl je ke svatosti. Ve farním kostele byl zvoníkem a pomáhal připravovat mše.
Ve věku 60 let byl za svou víru zatčen spolu s dalšími křesťany a odvezen do Xuân Trườngu. Po šesti dnech vazby byl převezen do Quá Linh. Zde prodělal kruté mučení ale své víry se nevzdal a odmítal pošlapat kříž. Když mučitelé viděli že jej nepřesvědčí, tak jej odsoudili k upálení za živa.
Dne 17. června 1862 byl odveden na popravu. Phêrô se nijak nebránil a přicházel s radostným výrazem a zároveň se modlil k Bohu aby mu dal odvahu vyhrát poslední mučení. Když oheň začal zhasínat, vojáci viděli že je ještě naživu a proto mu usekli hlavu. Mučednictví přijal za zvládly císaře Tự Đứca. Ostatky mučedníka pohřbili křesťané na popravišti a následující rok je znovu pohřbili ve své vlasti.

## Proces svatořečení
Dne 29. dubna 1951 jej papež Pius XII. prohlásil s dalšími mučedníky za blahoslavené.
Dne 18. dubna 1986 došlo ke spojení všech kauz vietnamských mučedníků a 19. června 1988 byl ve skupině mučedníků Vietnamu papežem Janem Pavlem II. svatořečen.